# Alternanthera macbridei
Alternanthera macbridei är en amarantväxtart som beskrevs av Paul Carpenter Standley. Alternanthera macbridei ingår i släktet alternanter, och familjen amarantväxter. Inga underarter finns listade i Catalogue of Life.